# Josef Mach
Josef Mach, né le 25 février 1909 à Prostějov et mort le 7 juillet 1987 à Prague, est un acteur, scénariste et régisseur tchécoslovaque.

## Filmographie
- 1946 : V horách duní
- 1947 : Nikdo nic neví
- 1948 : Na dobré stopě
- 1949 : Vzbouření na vsi
- 1950 : Racek má zpoždění
- 1951 : Akce B
- 1953 : Rodná zem
- 1956 : Hrátky s čertem
- 1957 : Florenc 13.30
- 1958 : Hořká láska
- 1960 : Valčík pro milión
- 1962 : Prosím nebudit!
- 1963 : Tři chlapi v chalupě (série télévisée)
- 1966 : Le Fils de la Grande Ourse (Die Söhne der großen Bärin)
- 1966 : Der schwarze Panther
- 1970 : Na kolejích čeká vrah
- 1971 : Člověk není sám
- 1973 : Tři nevinní
- 1975 : Paleta lásky
- 1977 : Tichý Američan v Praze